# Pappo's Blues Volumen 6
Pappo's Blues Volumen 6 es el sexto disco de estudio de la agrupación argentina de rock Pappo's Blues, editado en 1975 por Music Hall.

## Detalles
Este trabajo fue editado en 1975 mientras Pappo se encontraba en Europa. 
El álbum fue lanzado por iniciativa de la compañía grabadora Music Hall, aprovechando cintas descartadas de las sesiones del LP Triángulo, grabadas en 1974. 
Es por esto que es un disco extremadamente corto, marcado por una atmósfera de blues pesado experimental, mayormente instrumental debido al uso de cintas descartadas sin pistas de voz.
De acuerdo al periodista de rock Alfredo Rosso:
```
"Con Pappo ausente de tierras argentinas, Music Hall se ve en figurillas para satisfacer la demanda de un nuevo producto "Carpístico". 
Demostrando sagacidad empresaria, los ejecutivos de la discográfica editan el 
Volumen 6
 de Pappo's Blues gracias a un puñado de cintas 
que habían sobrado de las sesiones de 
Triángulo
. Todo esto lo sabríamos con el correr del tiempo, ya que en aquel momento, como la 
contraportada carecía de toda información, los detalles de grabación y de los músicos participantes quedaron en el misterio. Por su escasa 
duración (24 minutos y fracción) en la era digital 
Volumen 6
 calificaría más como un miniálbum que como un larga-duración hecho y 
derecho. Pero lo que no entrega en cantidad, lo compensa con la calidad de sus temas, entre los que se destacan especialmente la ortodoxa 
pieza que lo inicia y que le hace honor a su nombre, "Slide blues", "Abordo"-intensa zapada cuyos momentos más electrizantes remiten a la 
estructura de las improvisaciones del trío 
Cream
- y la segunda parte de "Nervioso visitante", que supo ser una de las composiciones más 
originales de 
Triángulo
 en su faceta original. La secuela no desentona, yendo de un clima casi valseado a un riff de guitarra recurrente, 
en obsesivo contrapunto con la batería. Como para ratificar el elemento imprevisible que siempre rodeó a sus epílogos, el tema final de este 
sexto álbum de Pappo's Blues es un blues introspectivo, con leve toque solemne, llamado "Los libres pecan por ser libres." Sin duda un pecado 
del que el propio Carpo estaría orgulloso
[
1
]
."
```

## Lista de canciones
* Todos los temas fueron compuestos por Pappo, excepto los indicados.

Lado 1
1. "Slide Blues"
2. "Abordo" (Pappo - Eduardo Daniel Beaudoux) (Instrumental)

Lado 2
1. "Nervioso visitante" (Parte II)
2. "El escarabajo" (Instrumental)
3. "Los libres pecan por ser libres" (Instrumental)

## Músicos
- Pappo: guitarra y voz
- Eduardo Daniel "Fanta" Beaudoux: bajo
- Eduardo Garbagnati: batería